# Isla San Benedicto
La isla de San Benedicto, anteriormente llamada isla Anublada, es la tercera isla más grande de las islas Revillagigedo, en México. Su tamaño es de 4.8 km por 2.4 km, con un área de 10 km².
Es de origen volcánico. Tiene dos picos prominentes, el más alto, Bárcena, se eleva a una altitud de 310 metros cerca de la parte sur de la isla. Tiene la forma típica de un cráter volcánico. El Bárcena solo tiene registrada una erupción histórica, empezó el 1 de agosto de 1952 y continuó hasta el 24 de febrero de 1953. La erupción destruyó la mayor parte de la flora y fauna terrestre. Su clima es cálido-subhúmedo con lluvias en verano. Al este de San Benedicto existe una playa en la que se puede desembarcar.
El archipiélago de Revillagigedo fue declarado en 2016 patrimonio de la Humanidad (n.º ref. 1510).

## Historia
El primer avistamiento registrado de San Benedicto fue realizado por la expedición española de Hernando de Grijalva el 28 de diciembre de 1533 que la cartografió como Isla de los Inocentes debido a que ese día era la festividad de los Santos Inocentes (Masacre de los Inocentes). En noviembre de 1542, fue avistada nuevamente por la expedición de Ruy López de Villalobos que la identificó incorrectamente con la Santo Tomás de Grijalva (actual Isla Socorro).

### La erupción del volcán en 1952-1953

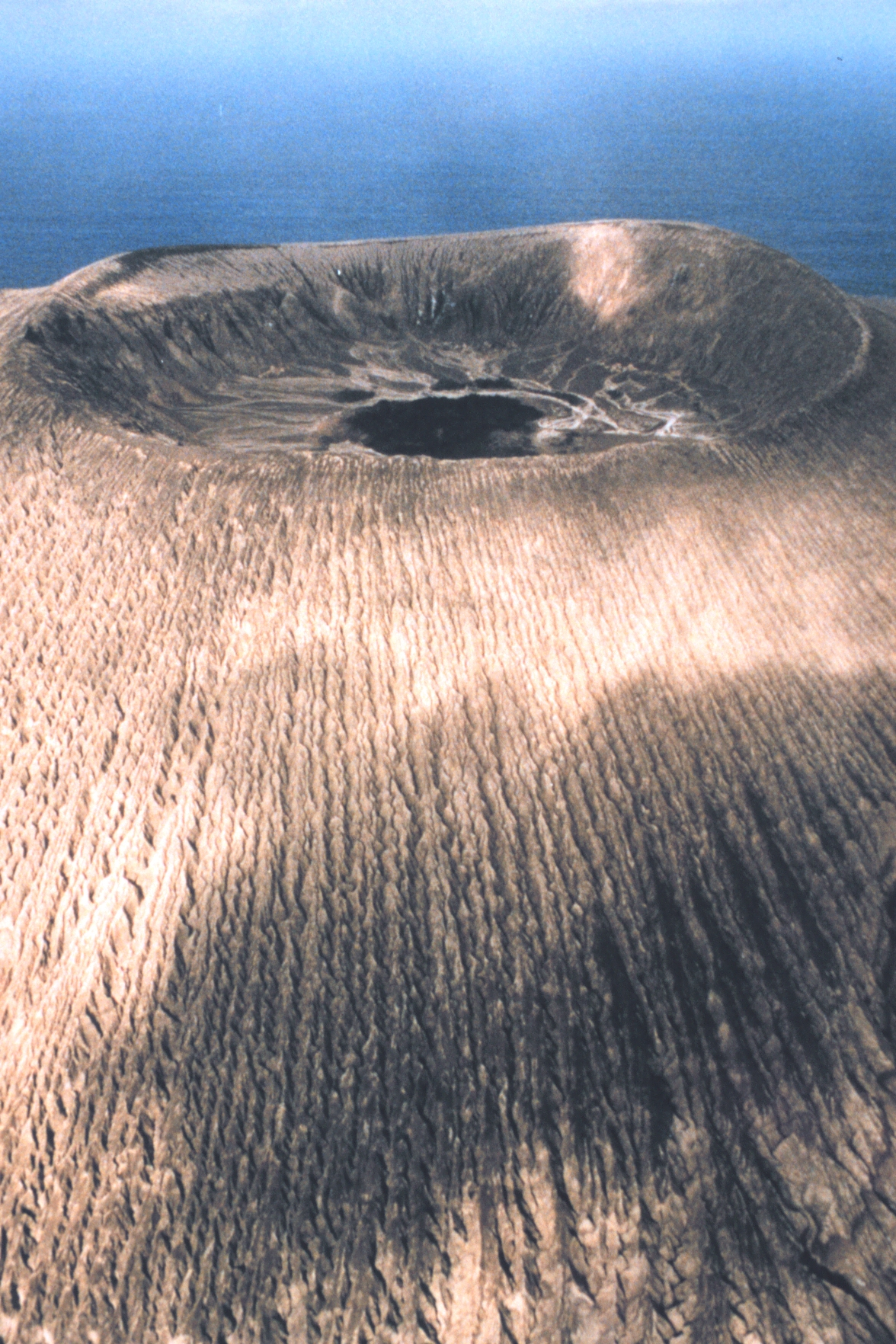
Cráter del volcán Bárcena en la isla San Benedicto.

El volcán Bárcena se tiene un registro sin verificar que inició alrededor de las 8:30 a. m. del 1º de agosto de 1952 tomados a partir de la salida de humo de "El Boquerón". Se registró como una gran erupción volcánica en la escala 3 del Índice de Explosividad Volcánica. El Flujo piroclástico fue dando vueltas a la isla, pronto toda esta fue cubierta de cenizas y piedra pómez hasta llegar a una densa capa de aproximadamente 3 metros. El valle entre el cráter Herrera y el Cono Cinerítico se llenó de ejecta y hasta el 14 de agosto aproximadamente se formó el cono que mide alrededor de 300 metros de altura.
Después de algunos meses con poca actividad registrada, sobrevino una segunda serie de erupciones que dieron comienzo el 1º de noviembre de 1952. El 8 de diciembre del mismo año, el magma rompió el cono del sureste de por su base y comenzó a fluir hacia el mar. Esto continuó hasta el 24 de febrero de 1953.
El 9 de marzo de 1953, la mayor parte de la actividad volcánica había cesado, con excepción de la fumarola en el cráter y la fisura de la base del cono. Su lava se endureció, pero aún conserva mucho el calor. A finales de 1953, pasó a ser volcán inactivo nuevamente.

## Ecología
La erupción eliminó —al menos temporalmente— toda la flora y fauna terrestre de la isla, al igual que había sucedido en Krakatoa en 1883. La fauna, incluida la especie endémica conocida como San Benedicto Rock wren, se extinguió alrededor de las 9:00 a. m. del 1 de agosto. Es raro que una extinción se haya grabado con tanta precisión, y en este caso sólo fue posible por cómo se documentó en el ejecta.
Sin embargo, una vez que la actividad volcánica cesó y durante la primavera de 1953, el ave marina regresó a la isla durante la temporada de cría. Se aposentó sólo al norte del cráter Herrera, donde la ceniza que cubre ya comenzó a erosionarse. Unos pocos cangrejos de tierra estuvieron presentes también, después de sobrevivir a la erupción o, más probablemente, recolonizando la isla y sus larvas que viven en el océano. Aun así, cuenta con muy poca o nula especie vegetal.
A finales de 1953, la lluvia había eliminado los depósitos de ceniza y piedra pómez al norte de norte de San Benedicto. Al menos la mitad de la previamente registrada planta taxones apareció de nuevo. Numerosas aves marinas llegan para la cría, más al norte de Herrera, destaca el pájaro bobo de cara azul y la fragata en la zanja entre Herrera y Bárcena.

### Flora

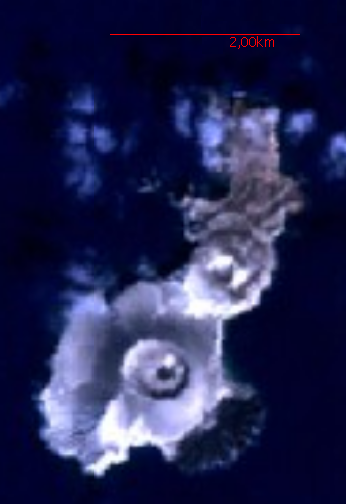
Imagen satelital de la Isla San Benedicto.

Sólo 10 taxones de plantas han sido registrados en San Benedicto, que contiene principalmente hierbas, ocasionalmente con subarbustos y vids. Pareciera que no todo se extinguió debido a la erupción de 1952.
La flora de las Revillagigedo contiene varios endemismos compartidos con la Isla Clarión: Bulbostylis nesiotica, Cyperus duripes y Perityle socorrosensis. La taxonomía en condición de local Euphorbia anthonyi no está plenamente resuelto. Otras plantas en San Benedicto son Aristolochia islandica, Cenchrus myosuroides, Eragrostis diversiflora, Erigeron crenatus, Ipomoea pes-caprae, ssp brasiliensis, Morning Glory Playa y Teucrium townsendii. Aquí hay once especies de plantas vasculares, seis de ellas, como se explicó, endémicas.

### Fauna
Los vertebrados en la fauna de San Benedicto, hoy en día solo se componen enteramente de aves marinas. Parece ser que la población de Revillagigedo de cuervo grande también eran criados en San Benedicto antes de la erupción de 1952, pero este tipo de población fue arrasada y los cuervos ya no se encuentran —excepto quizás raramente y como vagabundos— en San Benedicto en el día de hoy.
En el borde noreste de la Isla es un lugar donde varias aves marinas del Pacífico tropical oriental llegan para reproducirse. Los taxones que crían de San Benedicto son los siguientes:
- Ardenna pacifica, Puffinus pacificus (o Ardenna pacifica), criadero más oriental;
- rabijunco etéreo (Phaethon aethereus mesonauta, posiblemente el criadero  más septentrional;
- piquero camanay o piquero patiazul o alcatraz patiazul (Sula nebouxii nebouxii, posiblemente el criadero más septentrional;
- piquero de Nazca o alcatraz de Nazca (Sula granti), posiblemente el criadero más septentrional;
- piquero patirrojo (Sula sula websteri, posiblemente el críadero más septentrional con distintas subespecies.
- piquero pardo, alcatraz pardo o boba marrón (Sula leucogaster brewsteri, críadero más septentrional;
- fragata común, fragata pelágica (Fregata menor ridgwayi, críadero más septentrional, distintas subespecies.

Las casi extintas pardelas de Townsend (o de Revillagigedo) (Puffinus auricularis) no se parece a la raza de San Benedicto, pero puede ser visto ocasionalmente alimentándose en alta mar. Dado que no hay especies invasoras en San Benedicto y también no hay depredadores, aparte de las fragatas claro, la isla podría ser muy adecuada para establecer una nueva colonia de ellos. De hecho podrían haberse criado aquí antes de la erupción de 1952; como los shearwaters son muy conservadores en la elección de sus lugares de cría, eso puede explicar por qué en San Benedicto todavía no ha sido recolonizada por ellos.
Vagabundos de otras especies, como pelicano pardo, buteo jamaicensiss, ospreys, golondrina común y reinita castaña puede de vez en cuando visitar la isla, pero en última instancia, solo de paso o para morir, San Benedicto todavía es demasiado estéril para soportar a una población residente permanente. Migrantes aves limícolas, como el zarapito trinador y el playero de Alaska, ya descansan San Benedicto en breves escalas con más regularidad.

## Turismo ecológico
La Isla San Benedicto es un popular destino de buceo submarino conocido por los encuentros con delfines, tiburones, manta rayas gigantes y otras especies pelágicas. Una zona llamada "La Caldera" es donde los buzos comúnmente interactúan. Los buzos también han convivido con los tiburones tigre, tiburones de Galápagos, los tiburones sedosos, y las ballenas jorobadas. Dado que no hay aeropuertos públicos, los buzos vienen a bordo yates y/o embarcaciones de Cabo San Lucas, Baja California Sur o Manzanillo, Colima. Son más populares los meses de noviembre y mayo para viajar aquí, ya que es cuando el tiempo y los mares son más tranquilos. Al este de San Benedicto existe una playa en la que se puede desembarcar.